# Mangora blumenau
Mangora blumenau là một loài nhện trong họ Araneidae.
Loài này thuộc chi Mangora. Mangora blumenau được Herbert Walter Levi miêu tả năm 2007.